# Neolitsea lancifolia
Neolitsea lancifolia är en lagerväxtart som beskrevs av Kostermans. Neolitsea lancifolia ingår i släktet Neolitsea och familjen lagerväxter. Inga underarter finns listade i Catalogue of Life.